# 城巴78線
城巴78線是香港南區的一條循環巴士路線，來往黃竹坑及華貴邨。

## 歷史
- 1974年8月26日：本線投入服務，原稱18，來往黃竹坑及田灣邨，由中巴營辦，是香港仔首條區內巴士路線。
- 1975年1月1日：配合港島南區路線編號重組，改稱78。當年一開辦便設有特別班次，只在工廠開工日服務，以疏導乘客，但其獨立班次卻只是15分鐘一班而已，直至1986年本線特別班次併入正常班次，班次才有10分鐘一班。
- 1991年1月3日：配合華貴邨入伙，分拆為78A及78B，兩線均為循環運作，總站設於黃竹坑—78A先經田灣然後經華貴，78B則先經華貴然後經田灣；服務時間延長至晚上，兩線並提供10分鐘一班的聯合班次。同日起，48線全日不再繞經田灣。
- 1992年5月10日：配合田灣邨拆卸重建，78A及78B合併成78，改為來往黃竹坑及華貴之間，不再繞經田灣邨，並取消循環運作。
- 1998年5月4日：配合田灣邨重建竣工，往黃竹坑方向再度繞經田灣邨，並改為循環運作，以黃竹坑邨作總站。
- 1998年9月1日：中巴專營權結束後改由新巴接辦，並改為全空調巴士服務。
- 2002年1月27日：配合深灣發展，加開早晨特別班次，由深灣雅濤閣單向開往華貴。
- 2003年12月1日：早晨深灣特別班次正名為78P。
- 2009年6月1日：往華貴方向，在南朗山道熟食市場外增設分站。
- 2009年8月16日：官方宣布，為配合城巴48線延長至深灣，78P線停止服務。但部份分站的站牌仍有78P的貼紙，新巴也仍有派車行走該線，電牌仍然顯示為78P。
- 2010年4月：新巴從所有的站牌上都移除了78P，及刪除了78P在電牌的數據後，再沒有巴士顯示78P載客。不過，有指現時這行車路線已成為78的單向特別班次（以華貴為終點站，不設回程），更掛上「不經田灣邨」的紙牌（但重點是78往華貴方向一向亦不經田灣）。
- 2016年12月28日：為配合港鐵南港島綫通車，本線作出以下改動：
  - 總站由黃竹坑巴士總站遷往黃竹坑站公共運輸交匯處；
  - 修改行車路線，往華貴方向，由黃竹坑站開出，經香葉道及南朗山後直接駛出黃竹坑道；往黃竹坑站方向於抵達南朗山道後，則先停靠黃竹坑站，後再駛經黃竹坑巴士總站，然後返回黃竹坑站公共運輸交匯處。
- 2018年2月25日：由黃竹坑站開出後，改經香葉道、海洋公園道、黃竹坑道返回原有路線[1]。
- 2018年4月8日：改回黃竹坑巴士總站為總站[2]。
- 2018年8月31日：增設實時抵站時間查詢服務。
- 2018年9月30日：南朗山道的南朗山道巴士總站啟用及黃竹坑臨時巴士總站關閉，往華貴方向遷移至陳白沙紀念中學。[3]
- 2019年8月1日：配合黃竹坑臨時巴士總站重新啟用，恢復以該處為總站，並取消「南朗山道總站」之分站。
- 2023年7月1日：因應城巴新巴專營權合併，本線改由城巴經營。

## 服務時間及班次
| 黃竹坑開             | 黃竹坑開     | 黃竹坑開     |
| 日期                 | 服務時間     | 班次（分鐘） |
| -------------------- | ------------ | ------------ |
| 星期一至五           | 06:07-07:02  | 11           |
| 星期一至五           | 07:11、07:20 |              |
| 星期一至五           | 07:33-09:33  | 15           |
| 星期一至五           | 09:33-10:55  | 16/17        |
| 星期一至五           | 10:55-14:55  | 20           |
| 星期一至五           | 14:55-15:12  | 17           |
| 星期一至五           | 15:12-16:00  | 16           |
| 星期一至五           | 16:00-18:00  | 20           |
| 星期一至五           | 18:00-19:00  | 15           |
| 星期一至五           | 19:00-00:00  | 20           |
| 星期六、日及公眾假期 | 06:10-07:00  | 17/18        |
| 星期六、日及公眾假期 | 07:00-22:20  | 20           |
| 星期六、日及公眾假期 | 22:20-00:00  | 25           |

所有特別班次逢星期六、日及公眾假期不設服務

## 收費
全程：$4.0
| - 本線設有12歲以下小童及65歲或以上長者半價優惠。 - 65歲或以上香港居民使用「樂悠咭」，以及12歲以下合資格殘疾兒童使用「殘疾人士身份」個人八達通繳付車資，均可享有每程$2.0或半價（以較低者為準）的票價優惠；12至64歲合資格殘疾人士使用「殘疾人士身份」個人八達通（包括「樂悠咭」），以及60至64歲香港居民使用「樂悠咭」繳付車資，均可享有每程$2.0或全費（以較低者為準）的票價優惠。 - 65歲或以上長者如使用長者或一般個人八達通繳付車資，則只可享有半價優惠；12至64歲合資格殘疾人士如不使用「殘疾人士身份」個人八達通，以及60至64歲人士如不使用「樂悠咭」繳付車資，必須繳付全費。 - 乘客可以現金或八達通於上車時付款，不設找續。 - 每位成人乘客可免費攜帶最多兩名4歲以下而不佔座位的兒童乘客乘車，超額之4歲以下小童必須繳付小童車費乘車。 - 九龍巴士、城巴及龍運巴士全職員工及家屬（不包括外判職員）可免費乘搭本路線，惟必須拍職員或職員家屬八達通。 - 乘客亦可使用AlipayHK「易乘碼」、支付寶、WeChatHK／微信支付「搭車碼」、銀聯雲閃付「乘車碼」及BOC Pay「乘車碼」、具有感應式支付功能的VISA、Mastercard及銀聯卡，以及Apple Pay、Google Pay及Samsung Pay流動支付平台繳付車資。使用此支付方式的乘客可享有中途下車之分段收費，以及與其他城巴獨營路線或聯營線城巴班次之轉乘優惠，惟不適用於與非城巴路線之轉乘優惠。乘客亦不能享有「公共交通費用補貼計劃」及「長者及合資格殘疾人士公共交通票價優惠計劃」。 |

### 八達通轉乘優惠
乘客登上本線後指定時間內以同一張八達通卡轉乘以下路線，或從以下路線登車後指定時間內以同一張八達通卡轉乘本線，次程可獲車資折扣優惠：
78←→70、73、75、90、97、592
- 78往華貴邨 → 90往鴨脷洲邨、97往利東或592往海怡半島，次程車資全免，轉乘時限為60分鐘
- 90、97往中環或592往銅鑼灣 → 78往黃竹坑，次程車資全免，轉乘時限為60分鐘
- 78往黃竹坑 → 70、75、90或97往中環，次程可獲$2.6折扣優惠，轉乘時限為60分鐘
- 78往黃竹坑 → 73往赤柱，次程可獲$3折扣優惠，轉乘時限為90分鐘
- 70往香港仔、73往數碼港、75往深灣、90往鴨脷洲邨或97往利東 → 78華貴邨，次程可獲$2.6折扣優惠，轉乘時限為60分鐘

78←→970X、A10
- 78任何方向 → 970X往長沙灣，次程可獲$1.5折扣優惠，轉乘時限為90分鐘
- 970X往香港仔 → 78任何方向，次程可獲$3折扣優惠，轉乘時限為120分鐘
- 78往華貴邨 → A10往機場，回贈首程車資，轉乘時限為90分鐘
- A10往鴨脷洲邨 → 78往黃竹坑，次程車資全免，轉乘時限為120分鐘

## 使用車輛
本線主要使用亞歷山大丹尼士Enviro500 11.3米（40XX）。在平日早上繁忙時間會有來自過海隧道巴士970X線的亞歷山大丹尼士Enviro500（40XX、55XX）及富豪B9TL11.3米（45XX）支援本線。
前新巴獲港府資助引入4輛單層電動巴士作試驗，其中2輛（2052，比亞迪K9R；2054，山東沂星SDL6120EVG「華夏神龍」）投放於此路線測試行車表現。

## 行車路線
經：南朗山道、香葉道（西行）、香葉道（東行）、黃竹坑站公共運輸交匯處、香葉道、海洋公園道、黃竹坑道、香港仔海傍道、田灣海傍道、華貴邨巴士總站、田灣海傍道、田灣山道橋、田灣山道、石排灣道、田灣街、田灣山道、石排灣道、香港仔海傍道、香港仔大道、黃竹坑道、香葉道（東行）、黃竹坑站公共運輸交匯處、香葉道（東行）、香葉道（西行）及南朗山道。

### 沿線車站

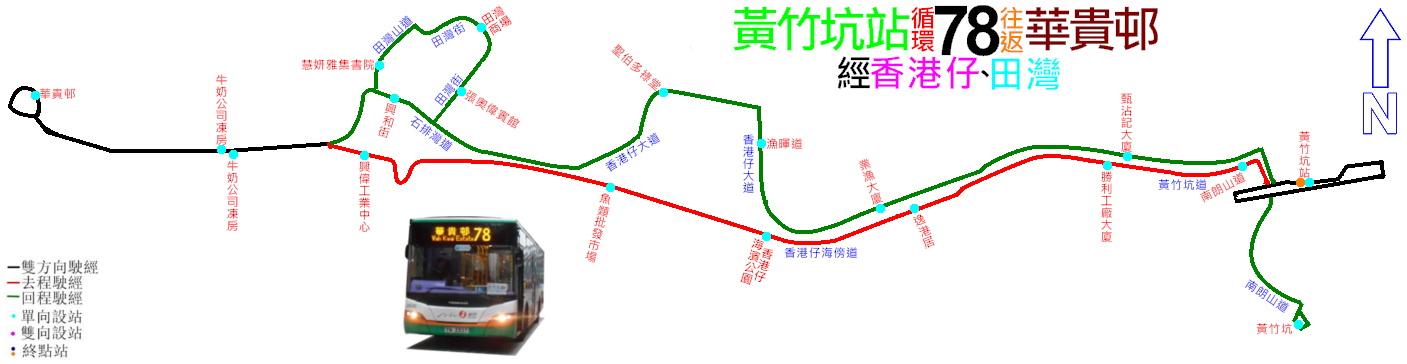
本線的走線圖

| 黃竹坑開 | 黃竹坑開           | 黃竹坑開               |
| 序號     | 車站名稱           | 位置                   |
| -------- | ------------------ | ---------------------- |
| 1        | 黃竹坑（南朗山）   | 黃竹坑巴士總站         |
| 2        | 南朗山道熟食市場   | 南朗山道               |
| 3        | 黃竹坑站           | 黃竹坑站公共運輸交匯處 |
| 4        | 南朗山道           | 黃竹坑道               |
| 5        | 勝利工廠大廈       | 黃竹坑道               |
| 6        | 逸港居             | 香港仔海傍道           |
| 7        | 香港仔海濱公園     | 香港仔海傍道           |
| 8        | 香港仔魚類批發市場 | 香港仔海傍道           |
| 9        | 興偉中心           | 田灣海旁道             |
| 10       | 牛奶公司冰廠及冷房 | 田灣海旁道             |
| 11       | 華貴邨             | 華貴邨巴士總站         |
| 12       | 牛奶公司冰廠及冷房 | 田灣海旁道             |
| 13       | 明愛張奧偉國際賓館 | 田灣街                 |
| 14       | 田灣商場           | 田灣街                 |
| 15       | 耀中幼教學院       | 田灣山道               |
| 16       | 興和街             | 石排灣道               |
| 17       | 聖伯多祿堂         | 香港仔大道             |
| 18       | 漁暉道             | 香港仔大道             |
| 19       | 業漁大廈           | 香港仔大道             |
| 20       | 甄沾記大廈         | 黃竹坑道               |
| 21       | 黃竹坑站           | 黃竹坑站公共運輸交匯處 |
| 22       | 南朗山道熟食市場   | 南朗山道               |
| 23       | 黃竹坑（南朗山）   | 黃竹坑巴士總站         |

## 參看
- 城巴48線

## 外部連結
- 城巴官方網站路線資料：78線 （页面存档备份，存于）
- 681巴士總站 城巴78線 （页面存档备份，存于）
- 新巴78線路線圖 （页面存档备份，存于）
- 城巴78線詳細時間表